# Adam Christodoulou

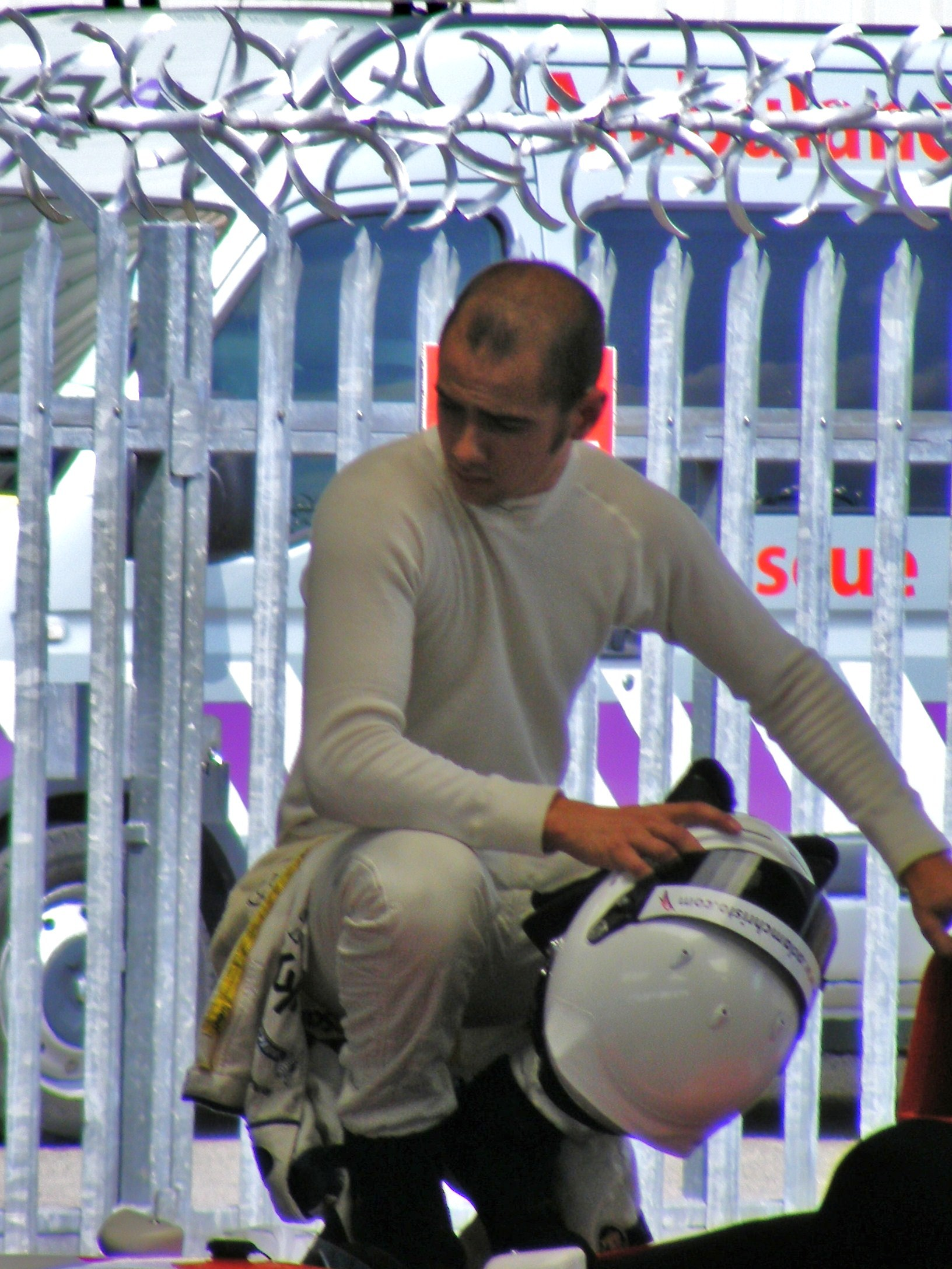
Adam Christodoulou

Adam Christodoulou, född den 11 juni 1989, är en brittisk racerförare med grekisk bakgrund. 

## Racingkarriär
Christodoulou fick sitt genombrott i Formula Renault 2.0 UK som han vann 2008 körande för CR Scuderia. Han nominerades även till det prestigefyllda priset Autosport McLaren BRDC Award samma år.
Han vann Nürburgring 24-timmars 2016.

## Privatliv
Adam Christodoulous kusin Riki Christodoulou är också racerförare.